# Theatresports

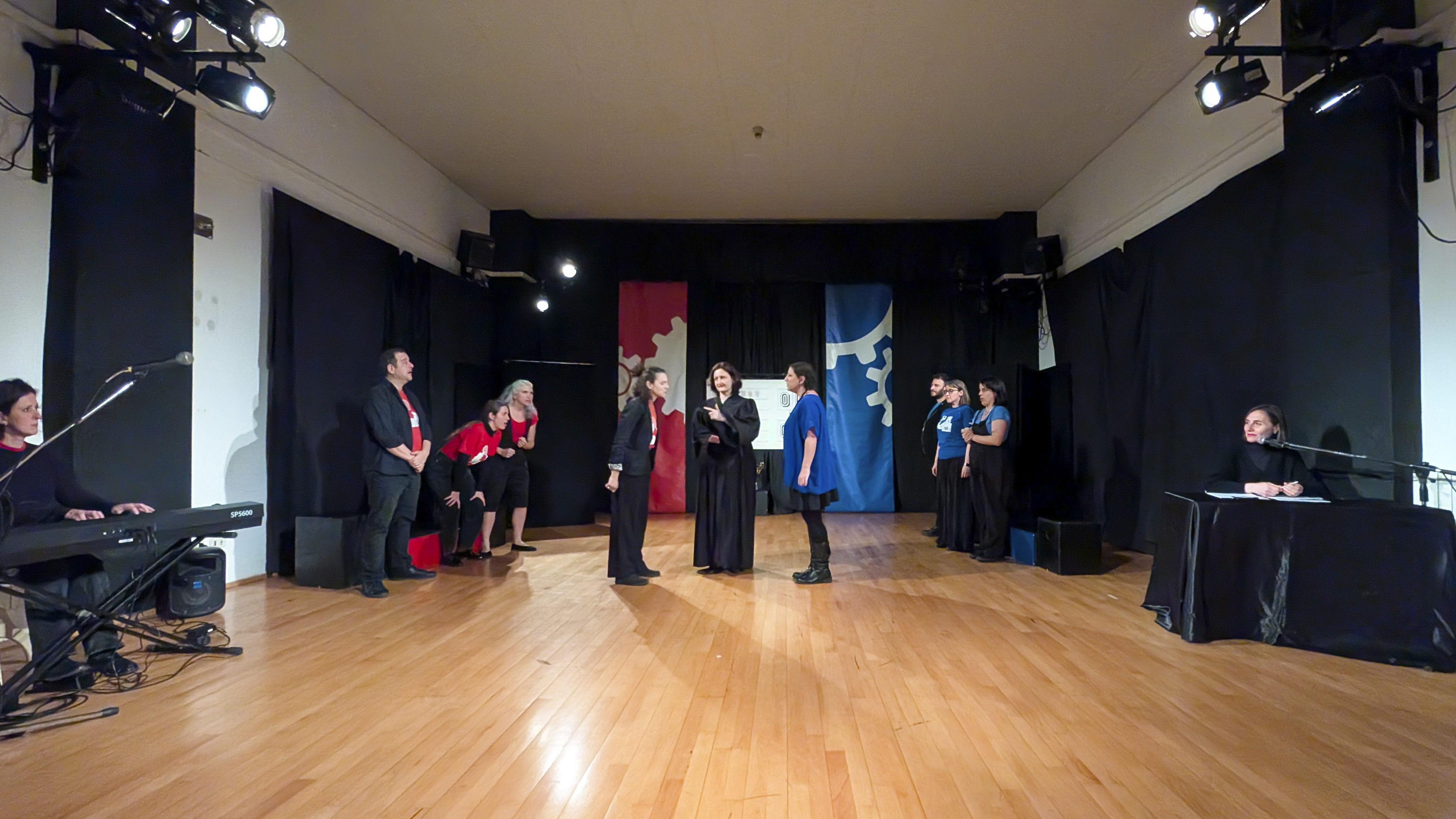
Theatresports: un momento del game regolamentare. A cura di Teatro a Molla, al Teatro Ridotto, Bologna, 8 marzo 2025. Foto di Marco Melotti.

Theatresports è una tipologia di improvvisazione teatrale, che utilizza il formato di una competizione sportiva per creare un effetto drammatico.  Le squadre possono esibirsi in monologhi o scene basate su suggerimenti del pubblico, che poi verranno giudicate dal pubblico stesso o da un comitato di giudici. Sviluppato dal regista Keith Johnstone a Calgary, in Canada, nel 1977, il concetto del theatresports originò nell'osservazione da parte di Johnstone delle tecniche usato nel wrestling professionistico per generare il tifo o, comunque, suscitare una reazione emotiva da parte del pubblico.

## Filosofia
Anche se viene inscenato come una competizione, il theatresports segue la filosofia che battute e gag tendono ad abbassare la qualità della scena. L'enfasi è invece sulla costruzione di personaggi e su una narrazione spontanea e collaborativa fra i giocatori. Le battute e le gag vengono viste come una interruzione della narrazione, e un modo di evitare sia la collaborazione con i propri compagni, sia la costruzione di una scena.
All'inizio di una scena, tutto è possibile, ma man mano che si va avanti, vengono fatte proposte e la realtà di una scena viene meglio definita, diventa un "cerchio delle possibilità" che va man mano a restringersi e limita il genere di offerte che l'improvvisatore può ragionevolmente fare nella scena.
Un'altra tecnica insegnata da Johnstone è di stabilire una "piattaforma" all'inizio della scena che definisce i personaggi e l'ambientazione. Una volta che viene stabilita la piattaforma, poi si è liberi di introdurre il conflitto. Secondo questa tecnica, gli improvvisatori non devono uscire dal predeterminato "cerchio delle possibilità" facendo offerte che sono inconsistenti con ciò che è già stato stabilito.

## Derivati
Il ComedySportz, iniziato nel 1984 a Milwaukee, WI, USA tende a focalizzarsi sul formato sportivo più del theatresports, per esempio, con un arbitro che dà punti o ammonizioni alle squadre. Gli spettacoli australiani Thank God You're Here e TheatreGames LIVE seguono un formato simile. Il gruppo di New York Face Off Unlimited ha anche adottato questo concetto in molte loro produzioni.

## Marchio registrato
In alcuni paesi, "Theatresports" è un marchio registrato i cui diritti d'autore sono detenuti da Keith Johnstone, ed è gestito dall'International Theatresports Institute. In Australia, il marchio "Theatresports" è di proprietà di Impro Australia Incorporated e viene gestito dagli stessi.